# Gourdon (Alpes-Maritimes)
Gourdon település Franciaországban, Alpes-Maritimes megyében. Lakosainak száma 365 fő (2022. január 1.). Gourdon Le Bar-sur-Loup, Caussols, Cipières, Courmes és Tourrettes-sur-Loup községekkel határos.

## Népesség
A település népességének változása:
| Lakosok száma | 242  | 231  | 294  | 437  | 413  | 396  | 381  | 373  | 371  | 365  |
|               | 1968 | 1982 | 1990 | 2006 | 2013 | 2015 | 2017 | 2019 | 2020 | 2022 |